# World Servants
World Servants is een internationale vrijwilligersorganisatie op christelijke grondslag. World Servants assisteert in ontwikkelingslanden door ondersteuning te bieden bij de realisatie van noodzakelijke gebouwen, zoals schoolgebouwen en klinieken. World Servants doet dit door het uitsturen van teams van Nederlandse jongeren. Het motto van World Servants is 'Bouwen aan verandering'. In de werkwijze van World Servants is persoonlijke verandering van jonge vrijwilligers even belangrijk als de totstandkoming van de noodzakelijke gebouwen.

## Historie
World Servants werd in 1986 in de Verenigde Staten opgericht door Jack Larson, destijds werkzaam voor Youth for Christ. Zijn visie was het mobiliseren van groepen uit bijvoorbeeld kerken, om in teamverband in ontwikkelingslanden kortetermijnuitzendingen uit te voeren. De eerste projecten werden in de zomer van 1986 gerealiseerd in de Dominicaanse Republiek met een groep van ongeveer tweehonderd Amerikaanse studenten. Ook Nederlander Joop van der Meer was hierbij betrokken.
In 1987 begon Joop van der Meer vanuit zijn garage met wervingsactiviteiten voor de Amerikaanse organisatie. In 1988 richtte hij, samen met een groep vrijwilligers, de Nederland tak, World Servants Europe op. Naar aanleiding hiervan werd door beide organisaties gezamenlijk een mission statement, kernwaarden, doctrine en een filosofie opgesteld. De beide takken hebben een verklaring opgesteld over hoe zij beide op hun eigen manier werken onder gemeenschappelijke naam en logo. In oktober 2000 werd Joop van der Meer ontslagen en werd Els Nijman van buitenaf aangetrokken als nieuwe directeur van World Servants. De organisatie groeide door. In 2016 hebben 765 Nederlandse jongeren zich ingezet voor 29 bouwprojecten in 13 landen.
Van oorsprong was World Servants Europe een hulpverleningsorganisatie, waarin jongeren op een laagdrempelige manier zelf mee kunnen werken. Door voortschrijdend inzicht in de ontwikkelingssector veranderde de werkwijze door de jaren heen. De werkwijze werd vastgelegd in een concept zodat alle projecten volgens dezelfde principes werden uitgevoerd. Doel hiervan was de kwaliteit van de projecten beter te waarborgen. In hetzelfde proces werd bekrachtigd dat persoonlijke ontwikkeling van deelnemers een even belangrijk doel van het project is als de te bouwen faciliteit.  
Officieel heet World Servants Europe vanaf 2007 World Servants Nederland. Tijdens een bezinningstraject op de missie van World Servants in 2003-2005 is naar voren gekomen dat de organisatie het belangrijk vindt om, binnen de wijde internationale missie, een heldere missie te formuleren voor World Servants Nederland. De volgende verwoording is het resultaat hiervan: ‘World Servants Nederland wil, vanuit het geloof in Jezus Christus, mensen enthousiast maken en toerusten om zich dienstbaar in te zetten in deze wereld’.
In de loop van de jaren zijn World Servants Nederland en World Servants VS qua werkwijze uit elkaar gegroeid. In 2009 is het internationale bestuur van World Servants opgeheven, waardoor beide organisaties geen formele band meer hebben.
In 2012 nam World Servants afscheid van Els Nijman als directeur. Na een interimdirectie die bestond uit Jan Bosman en Riek Lock, werd Paul Emans de nieuwe directeur. Toen hij in 2014 weer vertrok volgde Jan Bosman hem op.
In 2015 maakte de organisatie de keuze om niet langer projecten voor volwassenen te organiseren, maar zich volledig te richten op het organiseren van vrijwilligersprojecten voor jongeren.
In 2018 stond World Servants op het World Servants Festival met een grote reünie stil bij het 30-jarig bestaan van de organisatie. Gerben Huisman volgde daar Jan Bosman op als directeur. In 2022 volgde Janneke Plantinga hem weer op.
Na een korte interimperiode onder leiding van oud-directeur Jan Bosman werd Mark de Boer in 2024 de nieuwe directeur van World Servants. 

## Werkwijze
Binnen de werkwijze van World Servants staat dienstbaarheid centraal. World Servants betrekt jongeren bij ontwikkelingssamenwerking en biedt deelnemers aan de projecten en de achterban de gelegenheid om zeer direct bij een project betrokken te zijn. Hierdoor leren de groepen jongeren ook een lokale cultuur van dichtbij kennen. World Servants Nederland heeft als motto: ‘bouwen aan verandering’. Dit komt tot uiting op twee manieren:
1. Het ondersteunen van programma’s die bijdragen aan duurzame armoedebestrijding door middel van het realiseren van maatschappelijk functionele gebouwen met en voor lokale gemeenschappen in ontwikkelingslanden.
2. De vorming van de deelnemers aan de projecten, zowel geestelijk, sociaal, als maatschappelijk; hen betrekken bij ontwikkelingshulp en bijdragen aan hun bewustwording. Onderdeel van de realisatie van de gebouwen en de vorming is dat jongeren in groepen van 30 – 40 deelnemers gedurende drie weken actief meewerken met een gemeenschap. Dit gebeurt in samenwerking met de lokale bevolking. Naast het bouwen zijn de deelnemers actief met kinderprogramma’s en culturele uitwisseling. Om de deelnemers en leiders voor te bereiden op hun project wordt er veel aandacht besteed aan vormings- en trainingsprogramma’s.

Gebouwen worden tijdens het verblijf van de World Servants-groep in ruwbouw gebouwd. De afbouw wordt uitgevoerd door lokale mensen. De projecten worden zodanig begroot, dat deze kunnen worden afgebouwd. Wanneer het gebouw gefinancierd is, werft World Servants soms fondsen voor aanvullende faciliteiten, bijvoorbeeld latrines. Andere aanvullende wensen voor het gebouw worden gefinancierd door de lokale organisaties waar World Servants mee samenwerkt. 

## Projectaanvraag
Basis van de aanvraag voor een project zijn de gemeenschappen zelf. Zij doen een aanvraag bij een plaatselijke organisatie voor het bouwen van bijvoorbeeld klaslokalen, lerarenwoningen of een kliniek. Met deze lokale organisaties werkt World Servants op de langere termijn samen. De plaatselijke organisatie stemt jaarlijks met World Servants af welke project er in de volgende zomer wordt uitgevoerd. Er zijn bepaalde eisen waar een project aan moet voldoen. Zo is er bijvoorbeeld een zekere ondersteuning van de plaatselijke bevolking verplicht. De grond waarop gebouwd wordt moet eigendom zijn van de plaatselijke organisatie. Ten slotte zorgt de plaatselijke organisatie ervoor dat de fundering er ligt voordat het team van World Servants arriveert. 
Met een goede voorbereiding, follow-up en evaluatie van de bouwprojecten probeert World Servants de impact van de projecten te waarborgen; daarmee voldoet zij ook aan de kwaliteitscriteria van de minister van Ontwikkelingssamenwerking. De projecten — op het gebied van onderwijs, basisgezondheidszorg, woningbouw, water en sanitair — moeten deel uitmaken van een meerjarenprogramma van een lokale christelijke organisatie die partner is van World Servants, of een partnerorganisatie van een kerk of school waar World Servants mee samenwerkt.

## Financiering
De projecten van World Servants worden voor het grootste deel gefinancierd door de vrijwilligers die aan de projecten deelnemen. Zij werven, vaak in groepsverband rond een kerk, school of organisatie, fondsen voor hun reis. Daarnaast werft World Servants voor iedere vrijwilliger fondsen bij stichtingen, vermogensfondsen en particulieren. Ook lokale organisaties en gemeenschappen dragen bij aan de totstandkoming van een project. 
Anno 2019 zijn er bij World Servants 85 actiegroepen actief, in alle provincies behalve Limburg en Flevoland.

## Samenwerking andere organisaties
World Servants organiseert ook projecten voor bestaande groepen, bijvoorbeeld uit één organisatie, kerk of woonplaats. Dit betekent dat World Servants in overleg met deze groepen de projecten kiest en uitvoert. 
Onder andere is er sinds 2006 samengewerkt met het Leger des Heils, Woord en Daad, Tear, Compassion, Red een Kind, Dorcas, Leprazending, GZB, Prisma, Micha Nederland, honderden kerken en een aantal scholen. World Servants is lid van MissieNederland en heeft samengewerkt met de Wilde Ganzen.

## Projecten
World Servants doet of deed projecten in Bangladesh*, Bolivia*, Botswana, Brazilië, Colombia, Cuba, Dominicaanse Republiek, Ecuador*, Egypte, Ghana*, Guatemala, Haïti, Hongarije, India, Jamaica, Kenia, Malawi*, Mexico, Myanmar*, Nicaragua, Tanzania, Oeganda*, Oekraïne, Roemenië, Rwanda*, Sierra Leone*, Zambia*, Zimbabwe en Zuid-Afrika*. 
In de met een ster aangemerkte landen is World Servants anno 2019 actief.

## Veiligheid
Sinds het najaar van 2008 bestaat er een Richtlijn kortetermijn uitzendingen, ontwikkeld door MissieNederland. Deze richtlijn is opgesteld naar aanleiding van toenemende vraag naar een dergelijke richtlijn in verband met diverse veiligheidsincidenten waar hulpverleningsorganisaties in de jaren daarvoor mee te maken hadden gekregen. De richtlijn behandelt organisatorische zaken en zaken op het gebied van voldoende communicatie. Ook behandelt de richtlijn welke zaken in procedures moeten worden vastgelegd, zodat gewaarborgd wordt dat deze naar behoren worden uitgevoerd. World Servants heeft bijgedragen aan het tot stand komen ervan en werkt volgens deze richtlijn. Tijdens de training van de leiders wordt uitvoerig aandacht besteed aan hoe zij de veiligheid van de groep zo goed mogelijk kunnen waarborgen. Verder wordt er voor elk project een ‘Field Security plan’ gemaakt; dit is vergelijkbaar met een bundeling van een Risico-inventarisatie en -evaluatie en een bijbehorend Plan van Aanpak.